# Scherven van beschaving
Scherven van beschaving is een artistiek kunstwerk in Amsterdam-Oost. De kunstwerk markeert een keermuur van Station Amsterdam Muiderpoort aan de Pontanusstraat.
Het is één van de mozaïeken, zelf noemde hij het een megamozaïek, van Fabrice Hünd, die Amsterdam rijk is. Hünd bouwde in 2010 dit kleurrijke mozaïek op uit allerlei scherven, die gezamenlijk een naïef-expressionistisch beeld geven. Het kunstwerk combineerde “scherven brengen geluk” en “beschavingen”. Hij gaf weer dat een nieuwe beschaving altijd op de scherven van een vorige beschaving wordt gebouwd. Het laat mensen en materiaal uit alle delen van de wereld zien van fossielen tot oude tegels en porselein tot natuursteen. Hünd had samen met buurtbewoners de onderdelen wandelend door Amsterdam verzameld en zodoende een kleine bijdrage geleverd aan hergebruik. Hij wilde voorts met het kunstwerk vrijheid vieren, ook al moest hij later toegeven dat ook die situatie niet optimaal was. 
Hünd beeldde nogal hoekig een aantal vrouwen af, die uit verschillende culturen en delen van de maatschappij komen. Er is een vrouw te zien met een bloem in haar hand, een net afgestudeerde vrouw en een donkergekleurde vrouw. Het kunstwerk staat bol van ronde vormgeving. Op een aantal plaatsen breekt de achtergrond naar voren met een kerk en minaret; deze onderwerpen zijn juist vierkant. Hünd wilde de diversiteit van de bevolking van Amsterdam-Oost weergeven. In het mozaïek zijn ook enkele tegels van Delfts blauw te vinden en enkele glasscherven die als spiegel werken.       
Het werk is niet geheel origineel meer. Boven de collage was eerst alleen de naam van de kunstenaar te lezen, nadien heeft hij er door middel van extra materiaal een URL van gemaakt.
Het kunstwerk werd onthuld op 28 november 2010 door stadsdeelwethouder voor Kunst en Cultuur Jeroen van Spijk. Hünd had er tweeënhalve maand aan gewerkt en het uit eigen zak bekostigd, een geschenk aan de samenleving zoals hij het zelf omschreef. Het werk haalde het blad Keramiek, een tweemaandelijks magazine van de Nederlandse Vakgroep Keramisten (NVK, februari 2011).
Het was niet het eerste kunstwerk dat Hünd voor dit station maakte. Hij maakte eerder een fluorescerende wandschildering, waarvan het vermoeden bestaat dat deze verloren is gegaan of is weggewerkt tijdens de vele verbouwingen die het station onderging. 

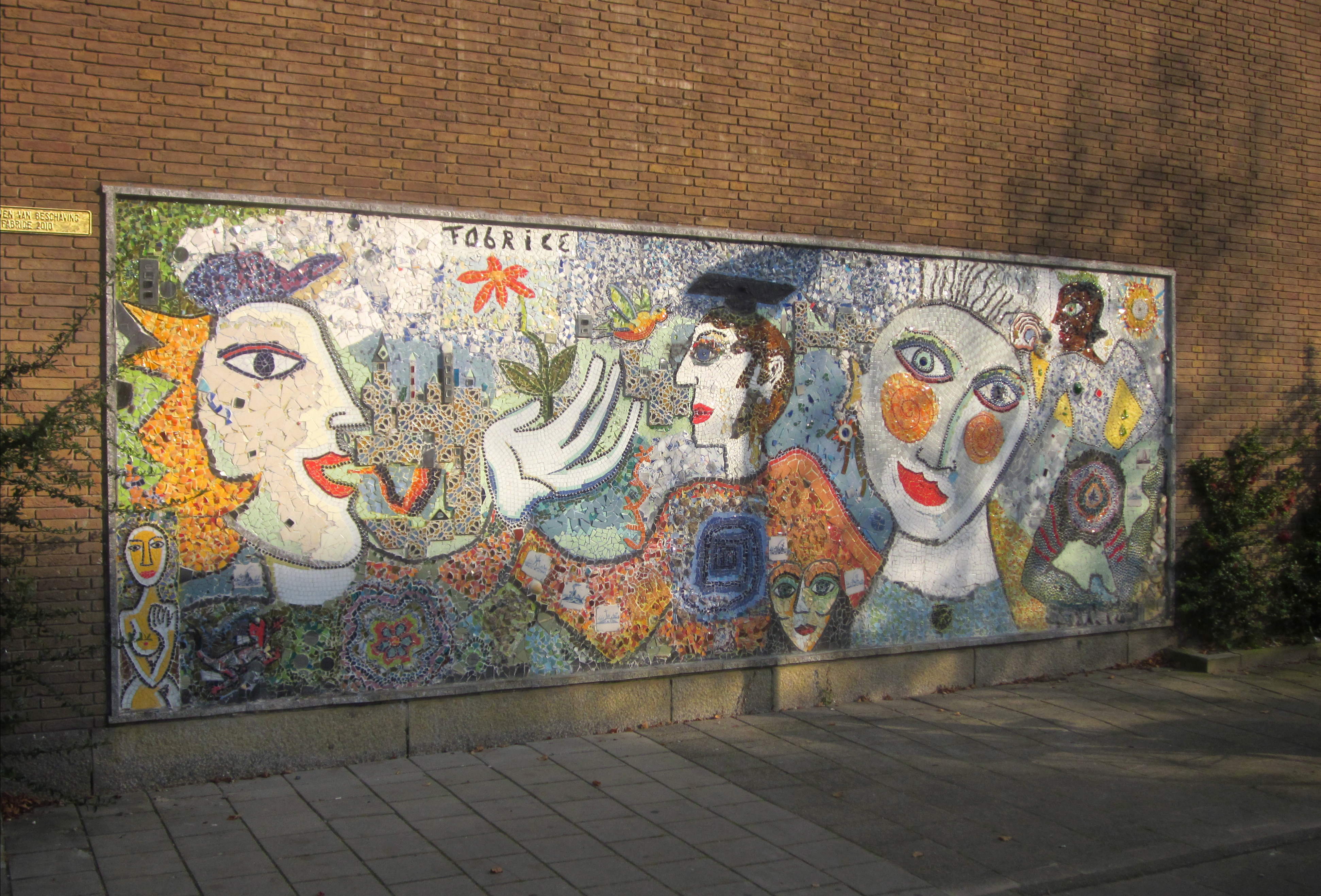
Scherven van beschaving in 2011

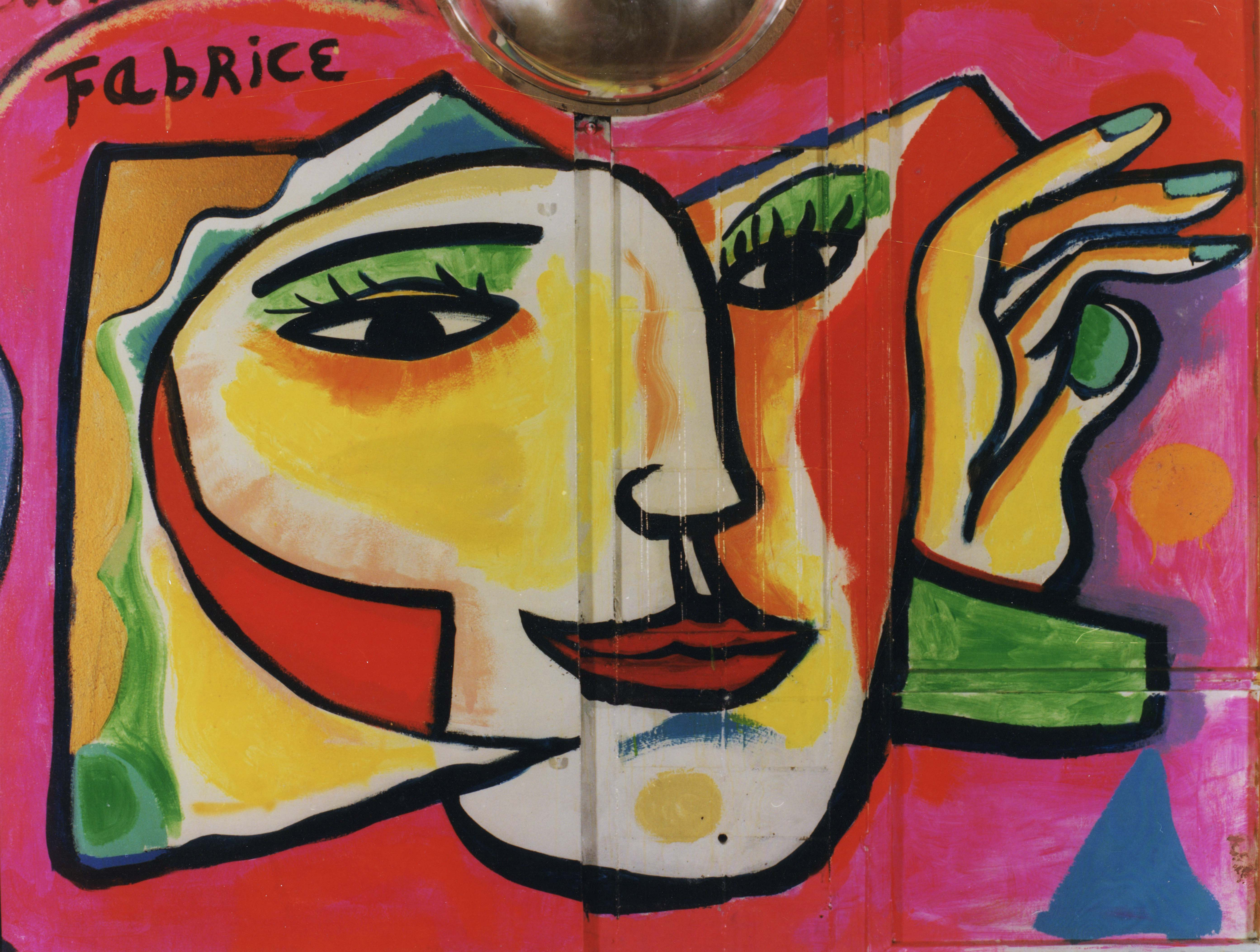
Oude muurschildering (niet meer te zien)